# Eliot Higgins
Eliot Higgins (sinh năm 1979), bút hiệu Brown Moses là một người viết Blog Anh Quốc, nổi tiếng với các cuộc điều tra qua mạng truyền thông xã hội và phân tích vũ khí trong cuộc nội chiến Syria. Hiện nay, ông được xem là chuyên gia phân tích phim, ảnh và vũ khí.

## Cuộc sống
Eliot Higgins sinh ra vào năm 1979. Năm 2012, khi anh bắt đầu viết blog về cuộc nội chiến Syria, ông đang thất nghiệp và ở nhà chăm sóc con nhỏ, trước đó ông làm việc trong ngành quản lý và tài chính. Ông kết hôn với một người phụ nữ Thổ Nhĩ Kỳ có một con riêng. Higgins đã lấy bút danh Brown Moses từ bài hát "Brown Moses" trong album Thing-Fish của Frank Zappa.

## Phân tích phim ảnh

### Chiến trường Syria

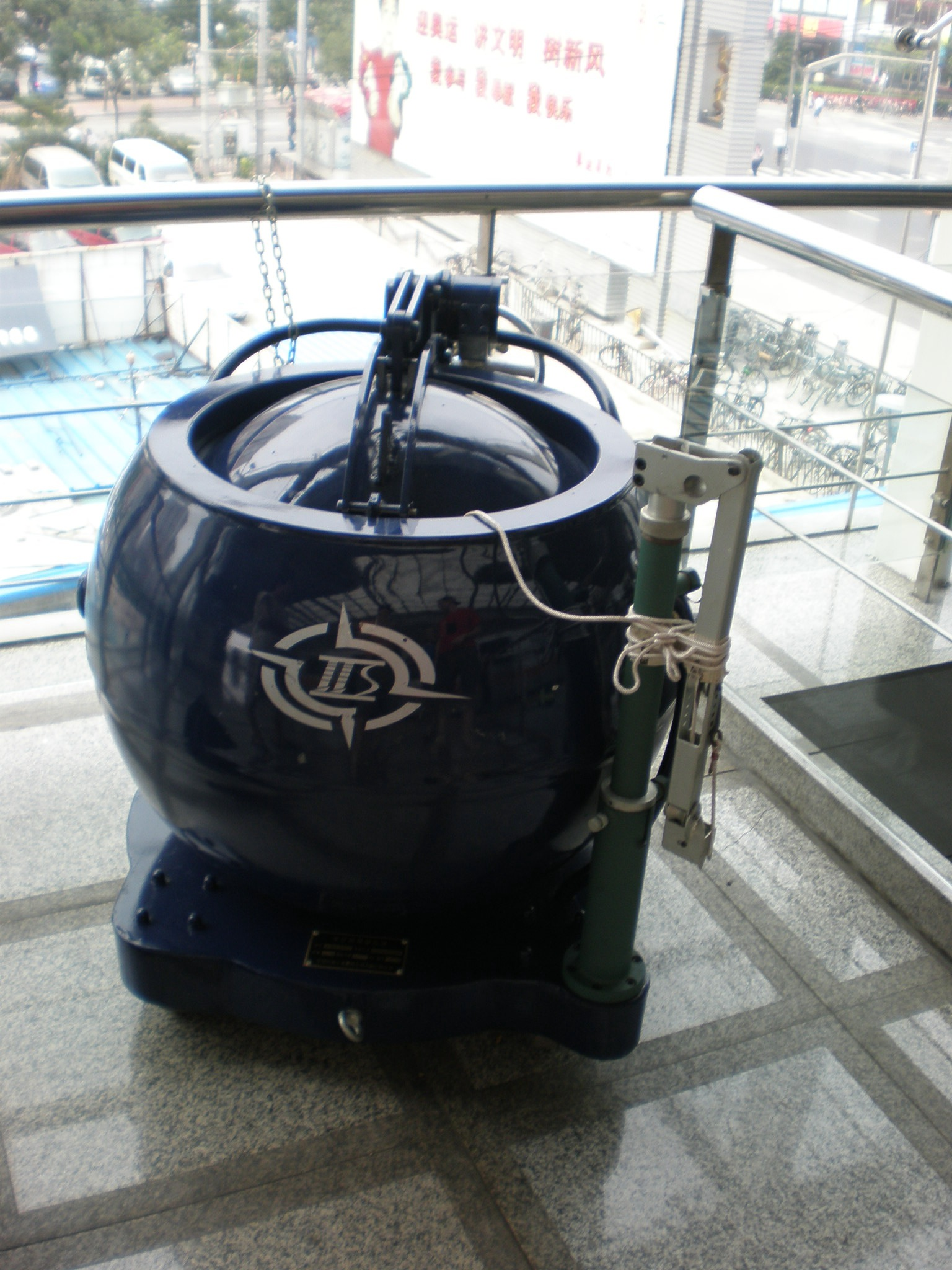
Một dạng bom thùng

Lúc đầu, việc phân tích phim, ảnh và vũ khí là sở thích của ông trong thời gian rảnh rổi tại nhà, ngày nay  hiện đang thường xuyên được trích dẫn bởi  báo chí và các nhóm nhân quyền, và được mời tham vấn tại Quốc hội. Blog của ông, Brown Moses Blog, bắt đầu từ tháng 3 năm 2012 bằng các bài viết về xung đột Syria. Higgins hoạt động bằng cách giám sát  hơn 450 kênh YouTube và hàng ngày tìm kiếm hình ảnh của vũ khí và theo dõi khi các loại mới xuất hiện trong chiến tranh, ở đâu và với ai. Theo phóng viên Matthew Weaver của báo The Guardian, Higgins đã được "ca ngợi là một kiểu người tiên phong" cho công việc của mình. Qua số lượng lớn các video được tải lên bởi những người tham gia trong chiến tranh, có thể cung cấp rất nhiều dữ liệu và thông tin cho những người có thời gian và kiến thức để sắp xếp qua đó. Higgins không có căn bản hoặc được đào tạo về vũ khí và hoàn toàn tự học, ông nói rằng "Trước mùa xuân Ả Rập, tôi biết không nhiều về vũ khí hơn, so với những người sở hữu Xbox trung bình. Tôi không có kiến thức vượt ra ngoài những gì tôi đã học được từ Arnold Schwarzenegger và Rambo". Ông chưa bao giờ đến Syria và cũng không có bạn bè hoặc gia đình ở đó.
Higgins được công nhận là một trong những người báo cáo đầu tiên về việc sử dụng rộng rãi bom thùng biến chế của chính phủ Syria, một hiện tượng mà sau đó đã lan rộng đến các quốc gia có xung đột khác như Iraq và các quốc gia châu Phi để chống lại các phần tử nổi dậy và các lực lượng đối lập. Sự phát hiện và phơi bày của Higgins về việc sử dụng bom thùng được ghi nhận đặc biệt vì sự tàn phá gây ra của bom để gây thương vong dân sự một cách bừa bãi.

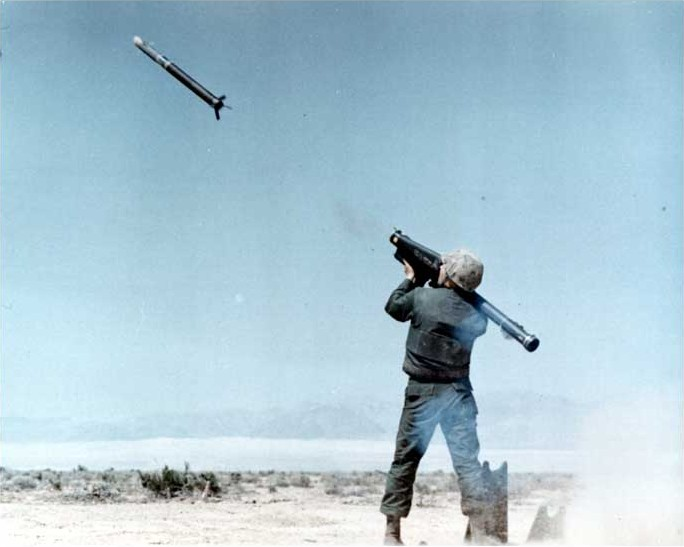
Vũ khí tầm nhiệt vác vai

Higgis cũng đưa ra những dẫn chứng và tư liệu khác về việc sử dụng bom chùm trải thảm vào năm 2012, mà chính phủ Syria trước đó đã chối bỏ các cáo buộc,  sự gia tăng của tên lửa tầm nhiệt vác vai (còn được gọi là MANPADS). Tháng 1 năm 2013, ông công bố về việc phổ biến vũ khí do Croatia chế tạo của các phiến quân Hồi giáo tại Syria, mà trong một bài báo của '"New York Times" cho là có liên quan với Hoa Kỳ. Lúc đầu không ai tin và không ai có thể giải thích  vì sao quân nổi dậy có vũ khí của Croatia, nhưng sau đó báo "New York Times" đã làm việc với Higgins và tiến hành điều tra sâu rộng,  tờ báo đã nhận ra rằng Ả Rập Xê Út đã mua các loại vũ khí của Croatia và nhập lậu qua Jordan tới Syria. Nếu không có sự phát hiện và công bố của ông thì việc vũ khí nhập lậu có lẽ sẽ không bao giờ bị lộ.

### Những phát hiện khác
Ông cũng phát hiện ra các tuyến đường chuyển quân và trại huấn luyện của quân khủng bố tự xưng là Nhà nước Hồi giáo Iraq và Syria (ISIS) và địa điểm chính xác  nơi  chúng hành quyết nhà báo James Foley vào tháng 8 năm 2014.

## Cách thức làm việc
Không có căn bản hiểu biết về vũ khí, và chỉ ngồi ở nhà, qua những dịch vụ mạng thông dụng như YouTube, Google Earth, Higgins đã phát hiện nhiều bí mật mà những phóng viên tại chỗ hay là các cơ quan an ninh trang bị tốt cũng không biết được.

## Tiếp nhận
Higgins đã nhận được lời khen ngợi và được ủng hộ đáng kể từ các tổ chức nhân quyền, các nhà báo, và các tổ chức phi lợi nhuận.  Peter Bouckaert, giám đốc trường hợp khẩn cấp của Human Rights Watch nói: "Brown Moses là một trong những người tốt nhất hiện có, khi nói đến việc giám sát vũ khí tại Syria". Phóng viên chiến trường CJ Chivers của báo New York Times nói rằng các nhà báo đồng nghiệp nên trung thực hơn về các món nợ mà họ mang ơn từ Brown Moses blog của Higgins, và "Nhiều người, dù họ thừa nhận hay không, đã dựa vào công việc lao động hàng ngày của blog đó để thu thập vô số  các đoạn video  được lưu hành từ cuộc xung đột". Tổ chức Ân xá Quốc tế nói rằng thông tin từ Brown Moses Blog  là quan trọng trong việc phát hiện chế độ Syria  đã sử dụng tên lửa đạn đạo, thông tin sau đó được sử dụng để gửi một nhóm nghiên cứu đặc biệt đến Syria.
Chỉ sau vài tháng hoạt động, Eliot Higgins đã dần trở thành chủ đề quan tâm trên báo chí và truyền thông. Những tường thuật về ông đã xuất hiện trên những báo uy tín, trên The Guardian ngày 21 tháng 3 năm 2013, trên kênh truyền hình Channel 4 News ngày 30 tháng 3 năm 2013, trên kênh CNN International của CNN ngày 01 Tháng 4 năm 2013. Ông cũng đã nhận được rất nhiều bài tường thuật trên báo chí nước ngoài.

## Bellingcat
Từ ngày 15 tháng 7 năm 2014, Higgins bắt đầu một trang web mới được gọi là Bellingcat cho truyền thông cộng đồng để điều tra các sự kiện hiện tại qua việc sử dụng thông tin mã nguồn mở như video, bản đồ và hình ảnh. Trang web được tài trợ bởi cộng đồng mạng qua một chiến dịch gọi vốn cộng đồng tại trang Kickstarter.